# Travis Taylor
Travis Taylor, né le 25 avril 1990 au Irvington, New Jersey, est un joueur américain de basket-ball. Il évolue au poste d'ailier fort.

## Carrière professionnelle
Le 3 juillet 2015, après deux ans en Autriche, il signe au Havre, en première division française.

## Clubs successifs
- 2008-2010 :  Hawks de Monmouth (NCAA).
- 2011-2013 :  Musketeers de Xavier (NCAA).
- 2013-2015 :  UBC magnofit Güssing Knights (ÖBL).
- 2015-2016 :  Saint Thomas Basket Le Havre (Pro A).

## Statistiques

### Universitaires
Les statistiques en matchs universitaires de Travis Taylor sont les suivants :
| Année     | Équipe   | Matches | Titul. | Min./m. | %tir | %3pts | %l-f | rbds/m. | pass/m. | int/m. | ctr/m. | pts/m. |
| --------- | -------- | ------- | ------ | ------- | ---- | ----- | ---- | ------- | ------- | ------ | ------ | ------ |
| 2008-2009 | Monmouth | 31      | 11     | 27,4    | 54,2 | 0,0   | 60,3 | 5,84    | 1,68    | 0,71   | 0,81   | 12,42  |
| 2009-2010 | Monmouth | 24      | 24     | 34,6    | 54,2 | 0,0   | 65,2 | 7,58    | 1,62    | 1,00   | 0,79   | 17,79  |
| 2011-2012 | Xavier   | 36      | 4      | 14,8    | 44,5 | 0,0   | 60,5 | 3,69    | 0,25    | 0,17   | 0,39   | 4,53   |
| 2012-2013 | Xavier   | 31      | 31     | 31,7    | 54,3 | 0,0   | 59,3 | 8,97    | 1,23    | 0,81   | 0,81   | 11,94  |
| Total     |          | 122     | 70     | 26,2    | 52,9 | 0,0   | 61,6 | 6,34    | 1,13    | 0,63   | 0,68   | 11,02  |

## Palmarès

### En club
- Champion d'Autriche : 2014, 2015
- Vainqueur de la Coupe d'Autriche : 2015
- Vainqueur de la Coupe de Bulgarie : 2018
- Champion du Danemark : 2022

### Distinction personnelle
- MVP du championnat d'Autriche (2015)